# 雷克靈冰磧
76°15′S 158°40′E / 76.250°S 158.667°E
雷克靈冰磧（Reckling Moraine），是南極洲的冰磧，位於奧次地，處於雷克靈峰以西15公里，由美國研究計劃命名，該冰磧現時由南極條約體系管理。